# Harry Nyquist

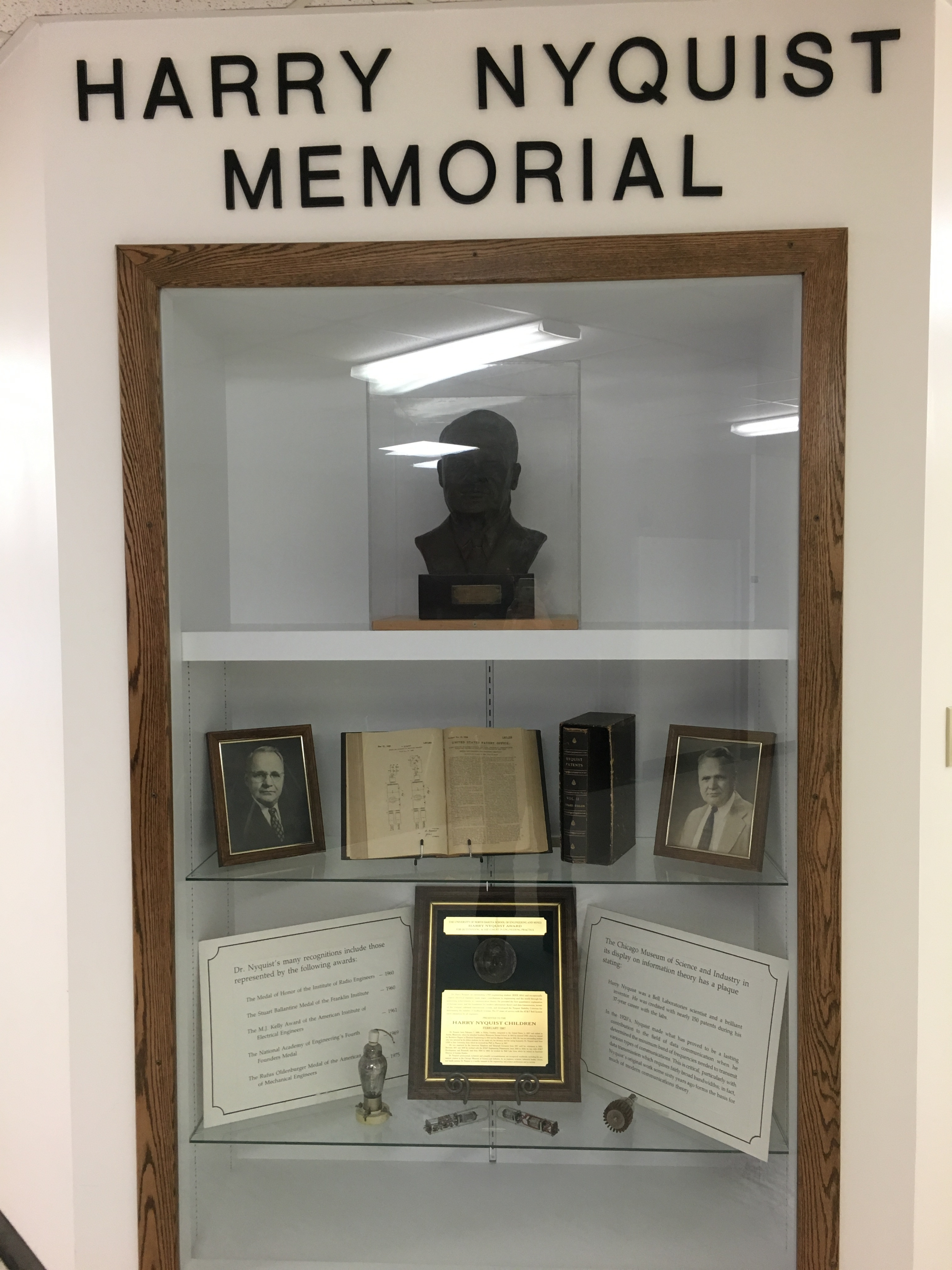
Gedenkecke für Nyquist an der University of North Dakota.

Harry Nyquist (Aussprache: schwedisch [nʏ:kvɪst], englisch [naɪkwɪst]) (* 7. Februar 1889 in Nilsby, Schweden; † 4. April 1976 in Harlingen, Texas) war ein schwedisch-amerikanischer Ingenieur der Elektrotechnik. Er leistete einen wichtigen Beitrag zur Informationstheorie.
Harry Nyquist wurde in Nilsby in Schweden geboren und wanderte 1907 in die USA aus. Er studierte Elektrotechnik an der University of North Dakota und promovierte 1917 an der Yale University. Er arbeitete bei AT&T und später bei Bell Laboratories.
Seine ersten Forschungen befassten sich mit dem thermischen Rauschen (Johnson-Nyquist-Rauschen) und mit der Stabilität rückgekoppelter Verstärker. Weiterhin erforschte er die erforderliche Bandbreite zur Informationsübertragung. 1927 stellte er fest, dass ein analoges Signal mit mehr als der doppelten Signalfrequenz abgetastet werden muss, um aus dem digitalen Abbild des Signals das analoge Ausgangssignal rekonstruieren zu können. Nyquist publizierte seine Forschungsergebnisse 1928 unter dem Titel Certain topics in Telegraph Transmission Theory, heute bekannt als Nyquist-Shannon-Abtasttheorem.
Nyquists Abtasttheorem und seine Erforschung der erforderlichen Bandbreite bildeten eine wichtige Grundlage für Claude Shannons theoretische Arbeiten, die letztlich zur Begründung der Informationstheorie führten.
Nicht minder wichtig ist Nyquists Beitrag zur Regelungstechnik; er prägte die Begriffe Nyquist-Plot (Ortskurve), Nyquistpunkt und Nyquistkriterium.